# Sankt Johann im Saggautal
Sankt Johann im Saggautal osztrák község Stájerország Leibnitzi járásában. 2017 januárjában 2006 lakosa volt. 

## Elhelyezkedése

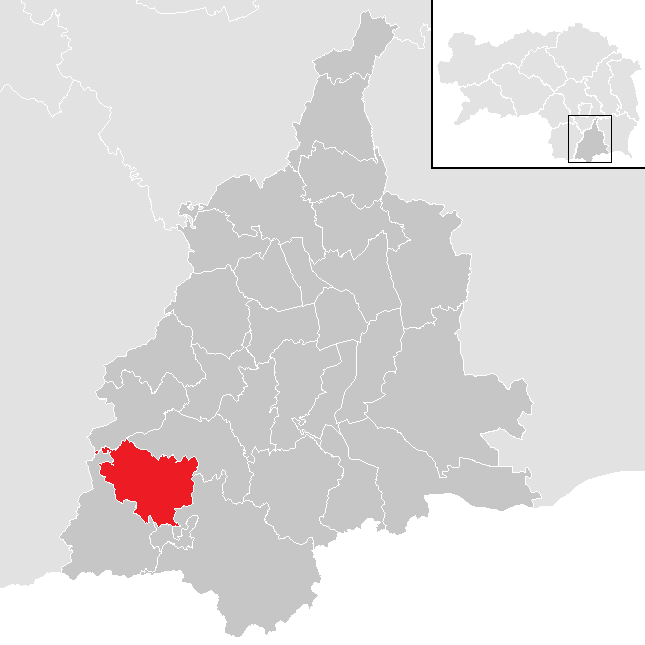
St. Johann im Saggautal a Leibnitzi járásban

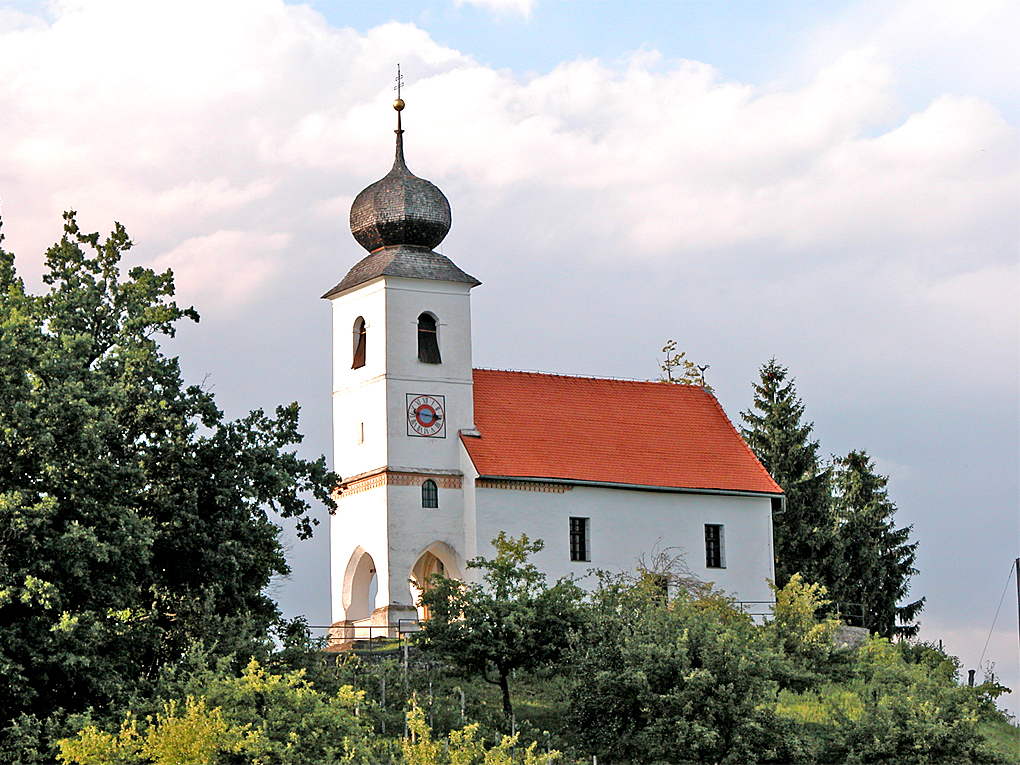
Praratheregg Szt. György-temploma

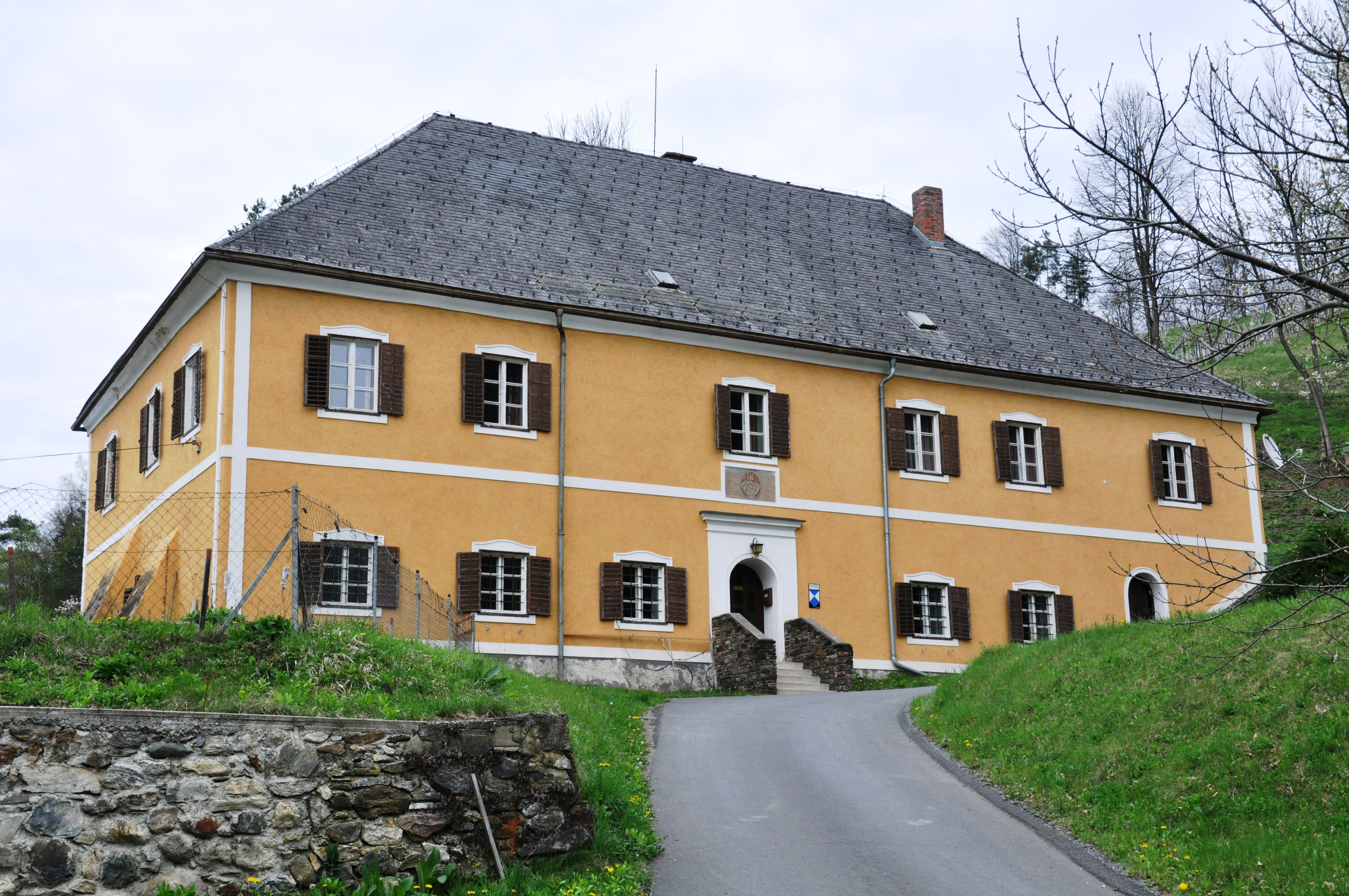
St. Johann 1640-ben épült paplakja

Sankt Johann im Saggautal a tartomány déli részén fekszik, a Nyugat-Stájerország régióban, a Saggau folyó mentén. St. Johann a délstájer borút (az ún. "stájer Toszkána") borvidékének része. Az önkormányzat 8 falut fog össze (Narrath kivételével valamennyit saját katasztrális községében): Eichberg (337 lakos), Gündorf (167), Narrath (58), Praratheregg (62), Radiga (192), Saggau (383), Sankt Johann im Saggautal (376), Untergreith (496).
A környező települések: északra Gleinstätten, északkeletre Großklein, délkeletre Leutschach an der Weinstraße, délre Arnfels, délnyugatra Oberhaag.  

## Története
A St. Johannban, illetve a környező erdőkben talált római kori sírok miatt feltételezik, hogy már akkor is létezhetett egy település a régióban, melynek gazdasági jelentőségét a számos korabeli vasércbánya maradványai mutatja.  
A település templomának védőszentjéről kapta nevét; a templomot már a 12. században megemlítik. 1100-ban Heinrich von Spannheim gróf St. Paul im Lavanttal apátságának adományozta Saggau falut és templomát. St. Johann létéről ekkor még csak temploma árulkodik. A falu 1242-ben az apátságot szolgáló Reinbert von Mureck kezében volt, majd a későbbi századokban több alkalommal is gazdát cserélt. 
1770-ben bevezették a házak számozását. A községi önkormányzat - a mai falvak részvételével - 1849-ben alakult meg és a lakosok megszabadultak korábbi feudális kötelezettségeiktől is. 1891-ben egy tűzvészben elpusztult a falu jelentős része és 1906-ban is leégett négy gabonaraktár. 
Miután 1938-ban Ausztria csatlakozott a Német Birodalomhoz, St. Johann im Saggautal a Stájer reichsgau része lett. A második világháború után a brit megszállási zónához tartozott. A község 1961-ben kapta címerét. 

## Lakosság
A St. Johann im Saggautal-i önkormányzat területén 2017 januárjában 2006 fő élt. A lakosság 1961 óta (2065 lakos) 2000-2100 körül stagnál. 2014-ben a helybeliek 98,1%-a volt osztrák állampolgár; a külföldiek közül 1,3% a régi (2004 előtti), 0,3% az új EU-tagállamokból érkezett. A munkanélküliség 2,6%-os volt.  

## Látnivalók
- a Keresztelő Szt. János-plébániatemplom mai formájában 1753-1758 között épült a marburgi Johann Fuchs tervei alapján. A főoltár és a festett faszobrok a 18. század második feléből származnak.
- az 1640-ben épült kétszintes paplak.
- Praratheregg Szt. György-temploma kis gótikus épület, tornyán barokk hagymakupolával.
- Gündorf kápolnája
- Radiga kápolnája
- Saggau Lourdes-i Szűz Mária-kápolnája

## Fordítás
- Ez a szócikk részben vagy egészben  a   Sankt Johann im Saggautal című német Wikipédia-szócikk ezen változatának fordításán alapul.  Az eredeti cikk szerkesztőit annak laptörténete sorolja fel. Ez a jelzés csupán a megfogalmazás eredetét és a szerzői jogokat jelzi, nem szolgál a cikkben szereplő információk forrásmegjelöléseként.